# Maillot arco-íris

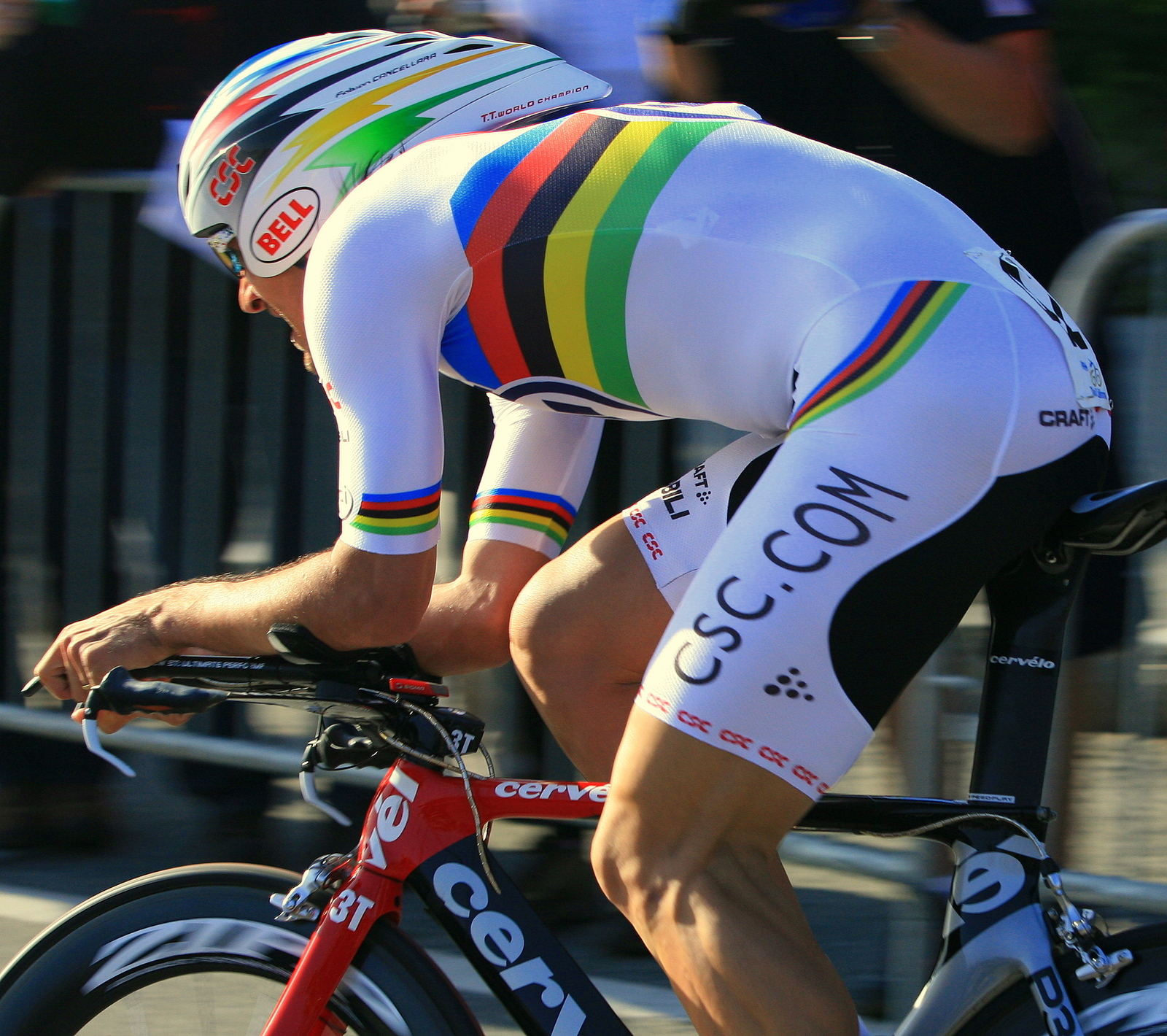
Fabian Cancellara portando a camisola de campeão do mundo CRI

O maillot arco-íris é uma camisola ou t-shirt distintivo usado pelo ciclista que ganha o Campeonato Mundial de Ciclismo desde a sua coroação e até que se celebre o novo campeonato.
O camisola é predominantemente branco com cinco bandas horizontais no peito com as cores da União Ciclista Internacional que são de cima para abaixo: azul, vermelho, negro, amarelo e verde; as mesmas cores que aparecem nos anéis da bandeira olímpica. A tradição aplica-se a todas as disciplinas, incluindo rota ou estrada, pista, montanha, ciclocross, BMX, ciclobol, artístico, trial e paraciclismo. A camisola é fabricada por Santini SMS desde 1994 (ainda que Gianni Bugno usasse a camisola com essa marca em 1992 e durante 1993 e Armstrong ao ganhá-lo em Oslo em 23 de agosto de 1993 levasse-o no pódio do próprio campeonato).
Um campeão do mundo deve vestir a t-shirt quando compete na mesma disciplina, categoria e especialidade na que se ganhou o título. Por exemplo, o campeão mundial de ciclismo de estrada usará a t-shirt enquanto compete em corridas por etapas e corridas de um dia, mas não terá direito ao usar durante etapas contrarrelógio. Do mesmo modo o campeão mundial contrarrelógio só utilizá-lo-á neste tipo de provas ou etapas. Na pista, o campeão do mundo de perseguição individual somente poderá vestir a camisola quando compete em eventos de perseguição individual.
O ciclista que alguma vez consegue ser campeão do mundo, nos anos posteriores tem direito a conservar as cores do arco-íris no pescoço e punhos de sua camisola durante o resto de sua carreira desportiva. Se o possuidor da camisola arco-íris converte-se em líder de uma corrida de várias etapas (como por exemplo o Tour de France), o camisola de líder da corrida (o Maillot amarelo neste caso) tem prioridade.

## Categorias

### Estrada
- Modalidade em linha ou rota:
- Júnior feminino.
- Júnior masculino.
- Sub-23 masculino.
- Elite feminino.
- Elite masculino.
- Modalidade contrarrelógio individual:
- Júnior feminino.
- Júnior masculino.
- Sub-23 masculino.
- Elite feminino.
- Elite masculino.
- Modalidade contrarrelógio por equipas:
- Equipas mistas.

### Montanha
- Modalidade Descida (DH):
- Júnior feminino.
- Júnior masculino.
- Elite masculino.
- Elite feminino.
- Cross-country (XC):
- Júnior feminino.
- Júnior masculino.
- Sub-23 masculino.
- Sub-23 feminino.
- Elite masculino.
- Elite feminino.
- MTB Elétrica.
- Relevo misto.
- Cross-country para 4 (4X):
- Elite masculino.
- Elite feminino.

### Trial
- Júnior 20" masculino.
- Elite 20" masculino.
- Júnior 26" masculino.
- Elite 26" masculino.
- Femininas.